# サン・マルコ・ダルンツィオ
サン・マルコ・ダルンツィオ（イタリア語: San Marco d'Alunzio, シチリア語: Sammarcu）は、イタリア共和国シチリア州メッシーナ県にある、人口約1,900人の基礎自治体（コムーネ）。

## 地理

### 位置・広がり

#### 隣接コムーネ
隣接するコムーネは以下の通り。
- アルカーラ・リ・フージ
- カプリ・レオーネ
- フラッツァノ
- ロンジ
- ミリテッロ・ロズマリーノ
- トッレノーヴァ

## 文化・観光
「イタリアの最も美しい村」クラブ加盟コムーネである。